# Biennale nationale de sculpture contemporaine
 (avril 2020).
Si vous disposez d'ouvrages ou d'articles de référence ou si vous connaissez des sites web de qualité traitant du thème abordé ici, merci de compléter l'article en donnant les références utiles à sa vérifiabilité et en les liant à la section « Notes et références ».
La Biennale nationale de sculpture contemporaine (BNSC) est un événement en art de l'espace présenté aux années paires à la Galerie d'art du Parc et dans différents autres lieux d'exposition de Trois-Rivières, région de la Mauricie, au Québec (Canada). 

## Mandat
La Biennale nationale de sculpture contemporaine a pour mandat d'organiser, de diffuser et de promouvoir ses expositions et ses événements issus du domaine élargi de la pratique de la sculpture contemporaine au Québec et partout au Canada. Elle se donne comme objectif de témoigner de la vitalité de la sculpture, de favoriser l'innovation, de fournir une plate-forme de réflexion, à la discussion et aux échanges autour des questions issues de la pratique actuelle de la sculpture, de sensibiliser et d'accroître l'intérêt du public à l'égard de la sculpture contemporaine.

## Artistes

### Édition 2004
Lynda Baril / Guy Blackburn /  
Patrick Coutu / Linda Covit / Cozic / Andrew Dutkewych / Karilee Fuglem / Tamara Henderson et Brent Wadden / Barbara Hunt, Corner Brook / Germaine Koh / Lise Labrie / Diane Landry / Ana Rewakowicz / Bruno Santerre / Stephen Schofield 

### Édition 2006
Michel Goulet (Artiste invité d'honneur), Québec
Artistes invités du Canada
Miguel-Angel Berlanga, Ontario - 
AganethaA Dyck Manitoba - 
Diane Morin, Québec - 
Michael A, Robinson, Québec - 
Alan Storey, Colombie-Britannique - 
Artistes sélectionnés du Québec
Daniel Corbeil - 
Ani Deschenes - 
Marc Dulude - 
Josée Fafard - 
Mathieu Gaudet - 
Roger Gaudreau - 
Valérie Kolakis - 
Josette Villeneuve

### Édition 2008
Artistes invités du Canada
Millie Chen, Ontario -
Claudine Cotton, Québec -  
Richard Purdy, Québec - 
Jocelyn Robert, Québec - 
Jennifer Stillwell, Manitoba - 
Jean-Yves Vigneau, Québec -
Rhonda Weppler / Trevor Mahovski Colombie-Britannique
Artistes sélectionnés du Québec
Thomas Bégin /
Éric Cardinal / 
Guylaine Champoux / 
Josée Dubeau /
Laurent Gagnon / 
Guy Laramée /
Marie-Christiane Mathieu / 
Minh Nguyen

### Édition 2010
Rebecca Belmore / Kaï Chan / Stéphane Gilot / Manuela Lalic / Aude Moreau / François Morelli / Annie Pelletier

### Édition 2012
Javier Hinojosa / Daniel Olson / Raphaëlle De Groot / Silvia Levenson / Valérie Potvin / Alain Fleurant / Erika Lincoln / Emily Vey Duke & Cooper Battersby

### Édition 2014
Pierre Bruneau / Cooke-Sasseville / Jannick Deslauriers / Paul de Guznab / Marla Hilady / Krijn de Kooning / Guillaume Labrie / François Mathieu / Carolane Saint-Pierre / Barthélémy Toguo

### Édition 2016
Catherine Bolduc / Isabelle Gauvin / Karine Giboulo / Guillaume Lachapelle / Paryse Martin / Amalie Atkins / Elisabeth Picard / Claire Morgan / Kim Adams / Christopher Varady-Szabo / Erika Dueck / Mathieu Valade

### Édition 2018
Jean-Pierre Gauthier / Giorgia Volpe / Martin Messier / David Clark / Louise Viger / Matthew Shlian / Diane Landry / Caroline Gagné / Alice Jarry / Pierre Landry / Annie Thibault / Brandon Vickerd  / Béchard Hudon / José Luis Torres / Nathalie Miebach 

## Objectifs
- Produire un événement bisannuel aux années paires, de juin à septembre autour duquel se greffent des activités satellites : des événements multidisciplinaires, des activités éducatives, des résidences d'artistes, des productions d'outils de réflexion et de promotion ;
- Faire en sorte que cet événement soit un catalyseur d'énergie pour le milieu des arts (régional, provincial et national), plus spécialement le milieu de la sculpture, et une source de dynamisme pour la discipline.